# 特種身分學生成績優待

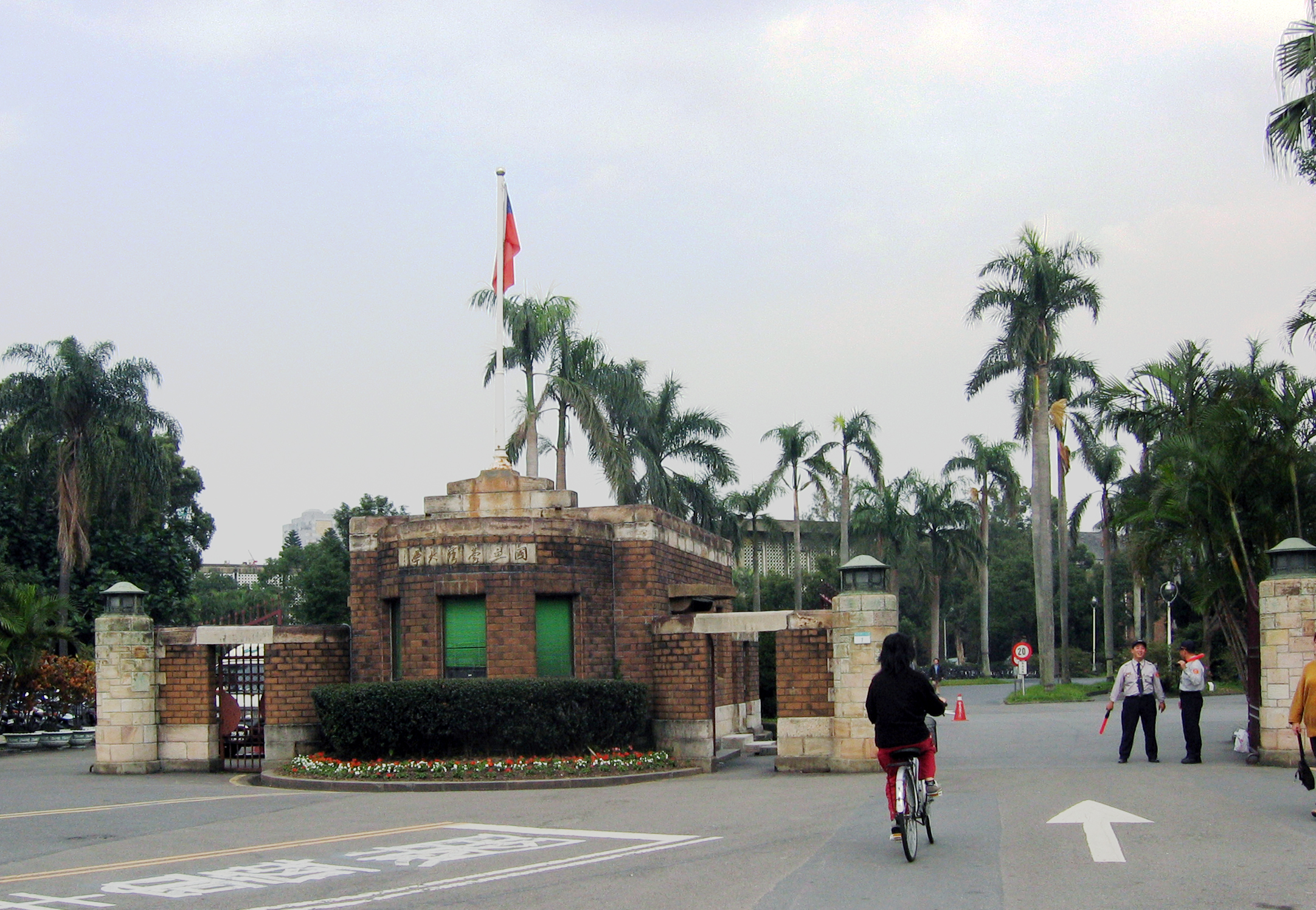
特種身分學生成績優待為台灣升學制度的特色之一。圖為台灣最負盛名學校之一國立台灣大學。事實上，適用加分的名人周華健與林百里在加分後都選擇了台灣大學。

特種身分學生成績優待是台灣升學制度的特別措施，其法律依據為大學法第二十五條、專科學校法第二十六條、高級中學法第三條之一及職業學校法第四條之一規定，並按身份不同分別訂定《退伍軍人報考高級中等以上學校優待辦法》等等相關行政法規。簡言之，具特定身分的學生，可在高中及大學升學中，獲得一定比例的加分優待。
現今具以下身分者可獲得此成績優待：
- 政府派赴國外工作人員子女
- 參加國際性學科或術科競賽成績優良學生
- 運動成績優良學生
- 退伍軍人
- 僑生
- 通過蒙藏語測驗且具有台灣戶籍之蒙藏考生
- 外國學生
- 重大災害地區
- 通過族語測驗且本籍為台灣原住民族的學生

通常最高加分幅度者可達33%。如今，蒙藏裔、僑生與退伍軍人在全台考生的比例逐年減少，同時原住民考生的比例有增加的趨勢，故原住民考生的比例在特種身分中占有較多數的地位。

## 背景沿革
在台灣，特種身分學生是指就學學生或赴試考生因民族、籍貫地因素或特殊經歷而獲得的特殊身分。此種特殊身分賦予之立法最早源自1955年頒訂的《蒙藏學生在臺升學臨時辦法》(今《蒙藏學生升學優待辦法》）與1961年《退伍軍人報考高級中等以上學校優待辦法》等等行政法規。1960年代至1987年之間，特種學生成績優待的相關法律，明確規範蒙族學生、藏族學生、退伍軍人、港澳學生、僑生學生於入學考試中，享有一定比例的外加加分，而比例可達25%。
台灣自實施此種加分優待後，適用名人相當的多，例如1981年考上數學系的香港歌手周華健、童星出身後轉為記者的雲南少數民族人士石安妮、知名企業家林百里、知名蒙古籍女詩人穆倫·席連勃（席慕蓉）等等。
另外也因為這種加分制度設計，自實施此優待方法以來，於各種升學考試上，成績優秀的特種身分學生常為各校入學生或各類組榜首。其中，也常出現「超滿分」情況。（滿分400分者，考試分數為320分以上即可為滿分，而加分後超過400分者，仍以滿分計）
1987年《臺灣地區山地族籍學生升學優待辦法》（今《原住民學生升學優待及原住民公費留學辦法》）由教育部頒布施行以來，人口約佔學生百分之二的原住民學生開始以「邊疆」學生身分適用加分優待。之後該整體優待方案一直研修，其方向在於兼顧升學公平與保障少數民族兩因素下，日見減縮其優惠。2004年，因應香港與澳門回歸中國大陸，港澳生優待全面取消，同年並將退伍軍人的適用侷限於退伍三年之內，也就是退伍軍人退伍三年後，其加分優待即自動取消。這些做法，大幅減低其優待人數與優惠範疇。
不過除此之外，為了鼓勵前往中國大陸的台商再度返回台灣投資，台灣特地於2005年將加分優待擴及「政府派赴國外工作人員子女」與「境外優秀科學人才子女」等資格，而加分幅度則視離台時間有所增減。

## 法源
特種學生的入學成績優待原來散見於各行政法規，在行政程序法通過後，由於涉及人民權利須以法律規定，因此大學法、專科學校法、高級中學法及職業學校法增訂相關條文，提供特種考生加分優待辦法的法源。較為特殊的是原住民族學生之優待加分法源來自《原住民族教育法》，因此上述法律並未將原住民族學生納入條文。

## 細則方法與實施情形
雖然加分優待原則上為外加分數，不過為因應公平性，今此優待辦法已有各種細則與不同方式。例如以適用人數較多的退伍軍人優待為例，該優待辦法規定服役滿五年以上的志願役退伍軍人，退伍一年內可依原始總分加分25%（即原始總分300分者，可加分至375分） 退伍兩年內可加20%，退伍三年內可加15%，而退伍超過三年或未退伍者均則不再優待。而義務役者則從2000年代之前的10%，縮減為8%之加分優待。
除此，另一個適用人數較多的原住民優待細則則為：
- 參加考試分發入學者，其指定考科依各校錄取標準降低原始總分25%，（換算成加分制度者，則為原始總分加33%）
- 參加推薦甄選及申請入學等其他方式入學者，由各校院酌予考量優待
- 各校得衡酌學校資源狀況及區域特性，於招生核定總名額外加1%為原則，提供原住民考生入學。

以2004年台灣各大學入學指定科目考試為例，共有2396名考生通過特種考生資格審查，並獲得加分優待，其中享有降低錄取標準25％（即加分33％）之原住民考生有1142人。放榜後，文科類組中共有兩名原住民特種考生年達到「超滿分」情形（滿分500分，加分後超過500分）。另外，指定六科的理科類組有五人破600分，而540分以上的高分人數也達17人。

## 爭議
2002年，教育部廢除大學聯考，新的入學方式指定科目考試實施後，臺灣原住民等特種考生加分人數較往年激增近千人，其中於2004年度，甚至有超過20位特種考生（全部為臺灣原住民）加分後上國立台灣大學醫學系，引發不少台灣考生家長激烈反彈。為此，行政院相關部門特地修法，將特種考生名額改採「外加」，並藉由語言認證考試嚴格限制原住民認證，減少對於一般考生的排擠，並顧及教育公平性。不過即使如此，比例約2%考生的原住民加分優待，仍在台灣普受爭議。